# Eucalyptus jacksonii

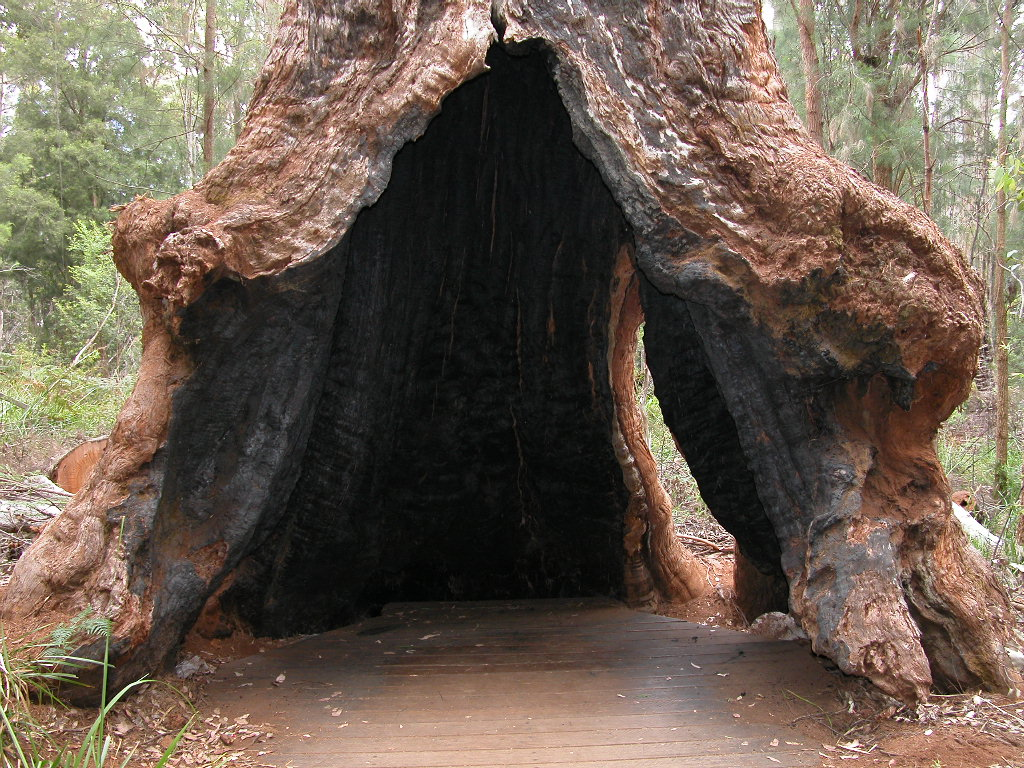
Egy Eucalyptus jacksonii példány

Az Eucalyptus jacksonii Nyugat-Ausztrália délnyugati részén honos fafaj. Ezen fafaj az egyik legmagasabbra megnövő eukaliptuszfaj az államban, melynek magassága meghaladhatja a 75 métert, míg kerülete talajszinten elérheti a 24 métert, sőt egyes példányai több, mint 400 évig élnek.
E fafajnak gyakran sekély gyökérrendszere fejlődik ki, ezért alsó részén a törzs úgy nő, hogy támasztékot nyújtson a fának. Az erdőtüzek gyakorta égetnek nagy lyukakat e fák törzseibe. E faj elterjedési területe az évmilliók alatt bekövetkezett éghajlati változásoknak köszönhetően fokozatosan lecsökkent. Napjainkban elsősorban a Walpole-Nornalup Nemzeti Parkban fordulnak elő példányai, valamint a park területén kívül is található egy elszigetelt populációja a Walpole területen.
Az Eucalyptus jacksoniit gyakran hasonlítják az Eucalyptus guilfoylei és az Eucalyptus brevistylis példányaihoz, amelyek azonban kisebb termetűre nőnek meg.

## Fordítás
Ez a szócikk részben vagy egészben  az   Eucalyptus jacksonii című angol Wikipédia-szócikk ezen változatának fordításán alapul.  Az eredeti cikk szerkesztőit annak laptörténete sorolja fel. Ez a jelzés csupán a megfogalmazás eredetét és a szerzői jogokat jelzi, nem szolgál a cikkben szereplő információk forrásmegjelöléseként.